# Argyrolobium argenteum
Argyrolobium argenteum là một loài thực vật có hoa trong họ Đậu. Loài này được (Jacq.) Eckl. & Zeyh. miêu tả khoa học đầu tiên năm 1836.